# Gavarret-sur-Aulouste
Gavarret-sur-Aulouste är en kommun i departementet Gers i regionen Occitanien i sydvästra Frankrike. Kommunen ligger i kantonen Fleurance som tillhör arrondissementet Condom. År 2022 hade Gavarret-sur-Aulouste 138 invånare.

## Befolkningsutveckling
Antalet invånare i kommunen Gavarret-sur-Aulouste
Referens:INSEE